# Biosphere 2

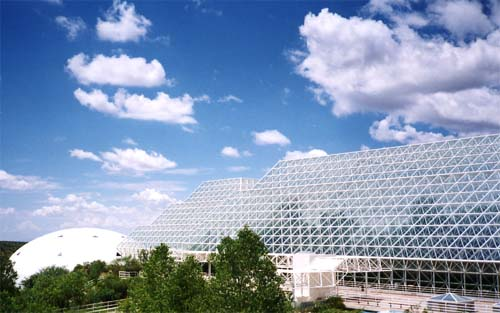
Biosphere 2

Biosphere 2 (tiếng Anh của "Quyển sinh thứ 2"; phát âm như "Bai-ô Xphia") là kiến trúc 12,7 mét vuông (3,15 mẫu Anh) được xây làm hệ sinh thái kín nhân tạo ở Oracle, Arizona (Hoa Kỳ) bởi Space Biosphere Ventures, một công ty do John Polk Allen và Margret Augustine dẫn. Được xây từ 1987 đến 1989, nó có mục đích thử có phải và làm sao con người sống và làm việc được trong sinh quyển kín, trong khi thi hành những thí nghiệm khoa học. Nó khảo sát vai trò của quyển sinh kín trong cuộc sống thường trực ở không gian (space colonization), và cũng làm cho dễ khảo sát và vận dụng một sinh quyển trong khi không làm hại sinh quyển Trái Đất. Tên của dự án này có nghĩa rằng nó phỏng theo sinh quyển đầu tiên, Trái Đất. Edward Bass quyên góp 200 triệu đô la cho dự án này.
Vào tháng 6 năm 2006, đã không còn giữ kiến trúc này kín gió. Vào ngày 5 tháng 6 năm 2007, miếng đất này ở ngoại ô Tucson, tất cả 668 hecta (1.650 mẫu), đã được bán cho hãng xây nhà ở bằng giá 50 triệu đô la. Hãng này dự kiến xây hàng xóm và khu nghỉ mát trên một phần của miếng đất này. Kiến trúc Biosphere sẽ tiếp tục mở cửa để cho những người du lịch đi thăm. Ngày 26 tháng 6 năm 2007, Đại học Arizona tuyên bố rằng trường sẽ bắt đầu nghiên cứu tại Biosphere 2. Tin tức này tạm làm khỏi phải sợ rằng nhà kính nổi tiếng này sẽ bị phá đổ. Những nhân viên trường đại học cho rằng những đóng góp cá nhân và tiền trợ cấp sẽ trả cho những chi phí nghiên cứu và hoạt động trong thời gian ba năm, và có thể mai mốt kéo dài nguồn tài trợ đó cho đến 10 năm.